# 曵地伸之
曵地 伸之（ひきち のぶゆき、1947年8月17日 - 2021年4月7日）は、日本の俳優。東京都出身。以前はスターダス・21に所属していた。
2021年4月7日死去。訃報はかつて講師を務めた東京アナウンス学院の同窓会組織「TOHO会」より公表された。

## 出演作品

### 吹き替え
- 恋するマンハッタン
- ボルジア家2 愛と欲望の教皇一族
- クリミナルマインド7 FBI行動分析課（ルー）
- ミディアム7 最終章（ブランド校長）
- アンフォゲッタブル 完全記憶捜査（ブレット・ラングリー、アンセルム校長、ファン・スミス）
- アガサ・クリスティ ミス・マープル4
- ポケットにライ麦を（クランプ）
- 恕の人 -孔子伝-
- レディプレジデント〜大物〜
- マイスウィートソウル
- マッドメン
- 母なる証明（コン弁護士）
- ディセント2（ヴェインズ保安官）
- 朱蒙（ポルゲ）
- シークレットサービス
- 素晴らしき日々
- 白毛魔女伝
- 大地無限
- キーナン・ケル
- 彼女のパパは大統領

### テレビ
- 追跡!あのとき何が? 列島事件簿2012
- ルビコンの決断〜プリウスをつくった男たち〜
- 花神
- 鳴門秘帳
- 日本の面影
- スチュワーデス物語
- ひまわりの歌
- 学園危機一発
- 北条早雲

### CM
- 月桂冠「糖質ゼロ「波多野教授」篇」（波多野教授 役）

### 舞台
- 別れが辻（夜逃げの一座）
- ボギー・俺も男だ（印象舞台）
- 劇語り八十八（印象舞台）
- 十二人の怒れる男（えるむ企画）
- ガラスの動物園（阿香舎プロデュース）
- うさぎどんきつねどん（劇団えるむ）
- みどりのゆび（劇団えるむ）

### アニメ
- プロダクション白組「しらんぷり」
- 親子クラブ（ロンパパ）

### ボイスオーバー
- 世界の馬上から